# Toray Pan Pacific Open 2016
Toray Pan Pacific Open 2016 — жіночий тенісний турнір, що проходив на відкритих кортах з твердим покриттям. Це був 33-й за ліком Toray Pan Pacific Open. Належав до серії Premier у рамках Туру WTA 2016. Відбувся в Ariake Coliseum у Токіо (Японія). Тривав з 19 до 25 вересня 2016. Каролін Возняцкі здобула титул в одиночному розряді.

## Очки і призові

### Нарахування очок
| Дисципліна       | П   | Ф   | ПФ  | ЧФ  | 1/8 | 1/16 | Q   | Q3  | Q2  | Q1  |
| Одиночний розряд | 470 | 305 | 185 | 100 | 55  | 1    | 25  | 18  | 13  | 1   |
| Парний розряд    | 470 | 305 | 185 | 100 | 1   | Н/Д  | Н/Д | Н/Д | Н/Д | Н/Д |

### Призові гроші
| Дисципліна       | П        | F        | ПФ      | ЧФ      | 1/8     | 1/16*  | Q3     | Q2     | Q1     |
| Одиночний розряд | $193,850 | $103,504 | $55,287 | $22,518 | $12,077 | $7,662 | $3,442 | $1,830 | $1,018 |
| Парний розряд†   | $45,940  | $24,548  | $13,414 | $6,822  | $3,705  | Н/Д    | Н/Д    | Н/Д    | Н/Д    |

↑ 
↑ 

## Учасниці основної сітки в одиночному розряді

### Сіяні пари
| Країна     | Гравчиня               | Рейтинг | Сіяні |
| ---------- | ---------------------- | ------- | ----- |
| Іспанія    | Гарбінє Мугуруса       | 3       | 1     |
| Польща     | Агнешка Радванська     | 4       | 2     |
| Чехія      | Кароліна Плішкова      | 6       | 3     |
| Іспанія    | Карла Суарес Наварро   | 8       | 4     |
| США        | Медісон Кіз            | 9       | 5     |
| Словаччина | Домініка Цібулкова     | 12      | 6     |
| Чехія      | Петра Квітова          | 16      | 7     |
| Росія      | Анастасія Павлюченкова | 17      | 8     |

- Рейтинг подано станом на 12 вересня 2016

### Інші учасниці
Учасниці, що потрапили до основної сітки завдяки вайлд-кард:
- Медісон Кіз
- Петра Квітова
- Наомі Осака
- Олеся Первушина

Гравчині, що потрапили до основної сітки через стадію кваліфікації:
- Катерина Бондаренко
- Магда Лінетт
- Олександра Соснович
- Варатчая Вонгтінчай

### Відмовились від участі
До початку турніру
- Сімона Халеп → її замінила  Каролін Возняцкі
- Саманта Стосур → її замінила  Медісон Бренгл
- Слоун Стівенс → її замінила  Анастасія Севастова
- Дарія Гаврилова → її замінила  Варвара Лепченко

## Учасниці основної сітки в парному розряді

### Сіяні пари
| Країна            | Гравчиня      | Країна            | Гравчиня           | Рейтинг1 | Сіяна |
| ----------------- | ------------- | ----------------- | ------------------ | -------- | ----- |
| Китайський Тайбей | Чжань Хаоцін  | Китайський Тайбей | Чжань Юнжань       | 14       | 1     |
| Індія             | Саня Мірза    | Чехія             | Барбора Стрицова   | 19       | 2     |
| США               | Ракель Атаво  | США               | Абігейл Спірс      | 40       | 3     |
| Словенія          | Андрея Клепач | Словенія          | Катарина Среботнік | 56       | 4     |

- Рейтинг подано станом на 12 вересня 2016

### Інші учасниці
Нижче наведено пари, які отримали місце в основній сітці як заміни:
- Медісон Бренгл /  Хісамі Канае
- Lee Ya-hsuan /  Котомі Такахата

### Знялись з турніру
До початку турніру
- Андреа Петкович (lower травма спини)
- Луціє Шафарова (right abdominal injury)

## Переможниці та фіналістки

### Одиночний розряд
- Каролін Возняцкі —  Наомі Осака, 7–5, 6–3

### Парний розряд
- Саня Мірза /  Барбора Стрицова —  Лян Чень /  Ян Чжаосюань, 6–1, 6–1